# Dilecta
Dilecta est un constructeur français de deux-roues fondé en 1913 à Le Blanc (Indre) par Albert Chichery.

## Histoire
Durant l'entre-deux-guerres, l'entreprise produit et commercialise différentes sortes de cycles, du vélo de course à la bicyclette de ville en passant par le tandem et le triporteur. Les effectifs de l'usine passent de 150 à 250 ouvriers et la production de 15 000 à 25 000 unités par an. L'entreprise rachète les cycles de Dion-Bouton en 1931 et les cycles JB Louvet en 1937. La Seconde Guerre mondiale interrompt la production de l'usine, réquisitionnée pour produire des obus.
Après guerre, les ventes reprennent de façon soutenue, amenant l'entreprise à ouvrir un nouvel atelier à Chinon. Mais en 1968 les vélos ne se vendent plus, la production cesse et la marque disparait ; les bâtiments du Blanc sont détruits en 2001. Une exposition sur l'histoire de Dilecta au Blanc est créée par une association.
La marque revient cependant sur le marché en 2021,, avec une production à Tours et un positionnement sur le haut de gamme avec succès.